# Drogowit (imię)
Drogowit – słowiańskie imię męskie złożone z członów Drog- („drogi, cenny”) i -wit („pan”, „władca”).
W 1994 roku imię to nosiło 7 mężczyzn w Polsce.
Znane osoby o tym imieniu:
- Drogowit – książę Wieletów